# Гортань
Горта́нь (лат. larynx) — участок дыхательной системы, который соединяет глотку с трахеей и содержит голосовой аппарат. Гортань расположена на уровне 4—6 шейных позвонков и соединяется связками с подъязычной костью. Гортань защищает нижние дыхательные пути от попадания инородных частиц.

## Хрящевой скелет

Хрящи, связки, мышцы гортани

Каркас гортани (хрящевой скелет) образован несколькими подвижно соединёнными между собой гиалиновыми хрящами. Хрящи соединены между собой связками, мембранами и относительно подвижными суставами.
Гортань состоит из
непарных (больших) хрящей:
- перстневидный (лат. cartilago cricoidea);
- щитовидный (лат. cartilago thyroidea);
- надгортанный (лат. cartilago epiglottica), или надгортанник (лат. epiglottis);

А также
парных (малых) хрящей:
- черпаловидный (лат. cartilago arytenoidea);
- рожковидный (лат. cartilago corniculata);
- клиновидный (лат. cartilago cuneiformis)[2][уточнить].

Наибольший из них — непарный щитовидный хрящ, у которого различают две соединённые между собой под почти прямым (у мужчин) или тупым (120° у женщин) углом четырёхугольные пластинки (левая и правые пластинки). От задних краёв пластинок отходит две пары рогов (верхние и нижние рога щитовидной железы). Основу гортани составляет перстневидный хрящ, его тонкая дуга обращена вперёд, а широкая пластинка — назад. Перстнетрахеальная связка (лат. lig. cricatracheale) совмещает нижний край хряща с первым хрящевым кольцом трахеи. Перстневидный хрящ соединяется с щитовидным и черпаловидными хрящами двумя парами суставов, благодаря которым возможны движения вокруг фронтальной и вертикальной осей.
Рожковидный хрящ — маленькое образование, конической формы, его основа располагается на верхушке черпаловидного хряща. 
Клиновидный хрящ больший, удлинённый, непостоянной формы и величины, часто рудиментарный. 
Сверху гортань покрыта надгортанником, который соединён с щитовидным хрящом и подъязычной костью щитонадгортанной и подъязычнонадгортанной связками, соответственно.

### Суставы гортани
Основу гортани составляет гиалиновый перстневидный хрящ (дуга, обращённая кпереди, четырёхугольная пластинка сзади). Подвижность хрящей гортани обеспечивается связками и двумя суставами:
1. Перстнещитовидный сустав (лат. art. cricothyroidea) парный, образован суставными поверхностями на нижнем роге щитовидного хряща и на передней стороне перстневидного хряща. Движения в перстнещитовидных суставах — вокруг фронтальной оси, при этом щитовидный хрящ при сокращении мышц наклоняется вперёд и возвращается в исходное положение.
2. Перстнечерпаловидный сустав (лат. art. cricoarytenoidea) парный, образован суставными поверхностями на основании черпаловидного и на пластинке перстневидного хряща. Движение в суставе — вокруг вертикальной оси, при этом голосовые отростки вместе с прикреплёнными к ним голосовыми связками сближаются или расходятся в стороны, что приводит к сужению, расширению голосовой щели.

Непосредственно с голосовыми связками в гортани связаны черпаловидные хрящи, от основы которых вперёд отходит голосовой отросток, а назад — мышечный.

## Мышцы гортани
Расширители голосовой щели:
1. Задняя перстнечерпаловидная мышца (лат. m. cricoarytenoideus posterior).

Суживатели голосовой щели:
1. Латеральная перстнечерпаловидная мышца (лат. m. cricoarytenoideus lateralis);
2. Щиточерпаловидная мышца (лат. m. thyroarytenoideus);
3. Поперечная черпаловидная мышца (лат. m. arytenoideus transversus);
4. Косая черпаловидная мышца (лат. m. arytenoideus obliquus);
5. Черпалонадгортанная мышца (лат. m. aryepigloticus).

Мышцы, натягивающие голосовые связки:
1. Перстнещитовидная мышца (лат. m. cricothyroideus);
2. Голосовая мышца (лат. m. vocalis).

## Голосовой аппарат
Голосовые складки (популярно историческое ошибочное название «голосовые связки») крепятся к черпаловидным хрящам и к щитовидным хрящам. При сокращении внутренних мышц гортани меняется степень напряжения складок и форма голосовой щели. При выдохе голосовые складки вибрируют и образуют звук: таким образом получаются гласные звуки. Большинство согласных образуются при помощи языка, нёба и губ, но и гортань может являться местом формирования согласных (глоттальные согласные). 